# 야마시타 타츠로
야마시타 타츠로(山下達郎 야마시타 다쓰로[*], 1953년 2월 4일 ~)는 일본의 싱어송라이터, 작곡가, 편곡가, 음악 제작자이다. 부인은 싱어송라이터인 다케우치 마리야이며, 그녀의 편곡, 음악 제작도 맡고 있다.
그의 부인 타케우치 마리야는 1955년생으로 현재 간간히 음악활동을 하는 외에는 평범한 주부로 살고 있으며 대표곡으로는 〈Plastic Love〉가 있다. 최근들어 베이퍼 웨이브 음악의 샘플링으로 많이 사용되고있다.

## 음반 목록

### 싱글
1. 줏토잇쇼사 (2008년 3월 12일)
타이틀곡 줏토잇쇼사는 드라마 《장미가 없는 꽃집》 주제가로 쓰였다.
2. 보쿠라노 나츠노 유메 / 뮤즈 (2009년 8월 19일)
타이틀곡 보쿠라노 나츠노 유메는 영화 《썸머 워즈》 주제가로 쓰였다.

### 음반
- CIRCUS TOWN（1976년）
- SPACY（1977년）
- GO AHEAD!（1978년）
- MOONGLOW（1979년）
- RIDE ON TIME（1980년）
- ON THE STREET CORNER（1980년）
- FOR YOU（1982년）
- MELODIES（1983년）

## 다른 가수에게 제공한 노래
- 킨키키즈
  - 硝子の少年
  - Kissからはじまるミステリー
  - ジェットコースター・ロマンス
  - Happy Happy Greeting .

모든 곡의 작곡은 야마시타 타츠로, 작사는 마츠모토 다카시